# Castrichovella mesoafricana
Castrichovella mesoafricana es una especie de arácnido del orden Mesostigmata de la familia Uropodidae.

## Distribución geográfica
Se encuentra en el Congo.